# Sáp Carnauba

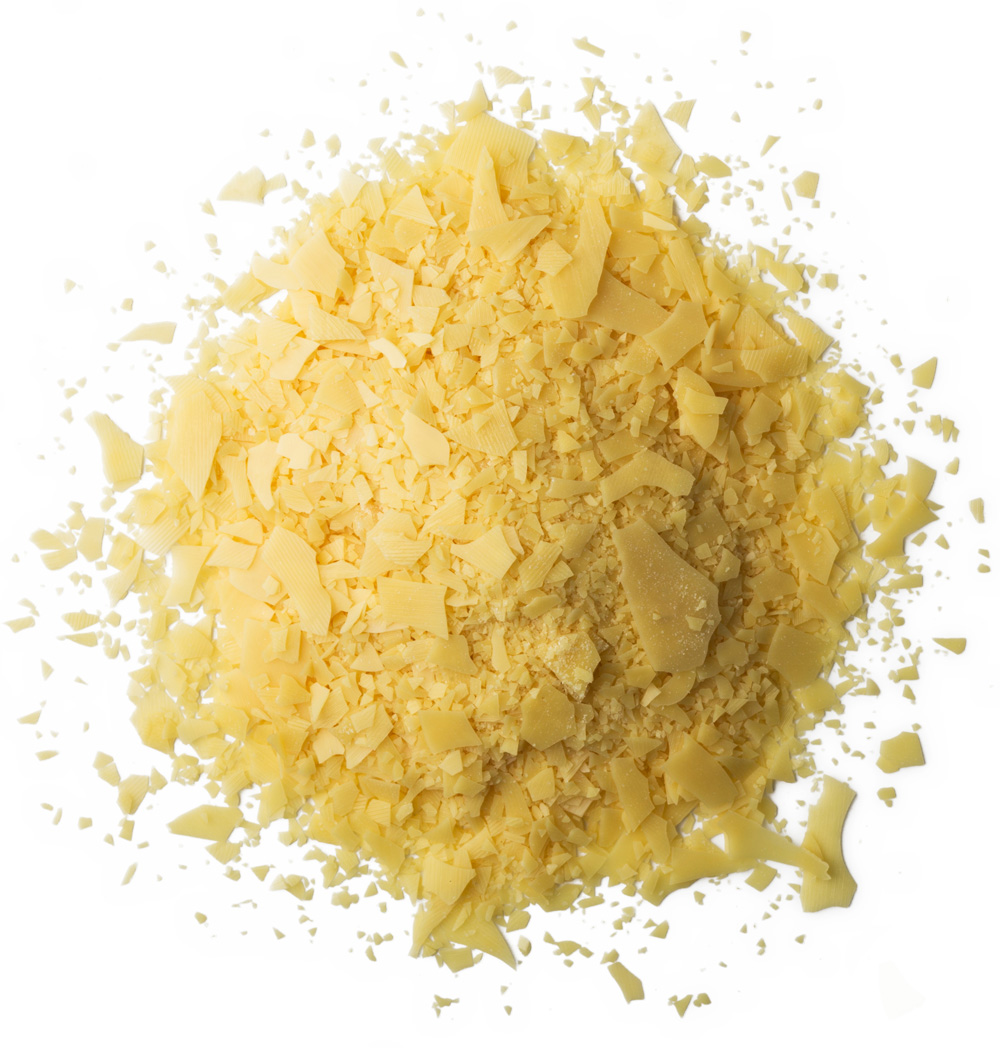
Sáp Carnauba

Sáp Carnauba [carnauba] (listenⓘ) là một loại sáp thực vật tự nhiên được chiết xuất từ lá của cây Copernicia prunifera, một loại cọ có nguồn gốc và chỉ được trồng ở các tiểu bang Ceará, Piauí, Paraíba, Pernambuco, Rio Grande do Norte, Maranhão và Bahia ở đông bắc Brazil. Được biết đến với độ cứng và điểm nóng chảy cao, sáp này được sử dụng rộng rãi trong nhiều ngành công nghiệp, bao gồm mỹ phẩm, thực phẩm và sản phẩm ô tô. Nó đôi khi được gọi là "nữ hoàng của các loại sáp" nhờ vào chất lượng vượt trội so với các loại sáp tự nhiên khác.

## Sản xuất và xuất khẩu
Năm 2006, Brazil sản xuất 22.409 tấn sáp carnauba, trong đó 14% là dạng rắn và 86% là dạng bột. Có 20 đến 25 nhà xuất khẩu sáp carnauba tại Brazil, sau khi mua từ người trung gian hoặc trực tiếp từ nông dân, họ tinh chế sáp trước khi vận chuyển đến các nơi khác trên thế giới. Bốn nhà xuất khẩu lớn nhất là Pontes, Brasil Ceras, Foncepi và Carnauba do Brasil, cùng nhau chiếm khoảng 25 triệu euro trên thị trường xuất khẩu. Theo chương trình truyền hình Đức Markencheck, điều kiện làm việc của nhiều công nhân sản xuất sáp carnauba khá tồi tệ; một viên chức Bộ Lao động Brazil đã phát hiện ra điều kiện làm việc "có thể được mô tả là chế độ nô lệ".
Theo Bộ Phát triển, Công nghiệp và Ngoại thương Brazil, các điểm đến chính của sáp carnauba xuất khẩu là:
- Hoa Kỳ (25%)
- Nhật Bản (15–25%)
- Đức (10–15%)
- Hà Lan (5%)
- Ý (5%)
- Các nước khác (18%)

Sáng kiến vì Carnauba có trách nhiệm (IRC) được thành lập vào năm 2018 như một phần của dự án Hành động kinh doanh tư nhân vì đa dạng sinh học, hợp tác với Liên minh vì thương mại sinh học có đạo đức (UEBT). Mục tiêu của sáng kiến là thúc đẩy sản xuất có trách nhiệm, tôn trọng quyền của người lao động và bảo tồn đa dạng sinh học. Trong một nhóm làm việc được thành lập với 20 nhà sản xuất địa phương và các nhà phân phối và thương hiệu quốc tế, IRC đã đặt ra các tiêu chuẩn xã hội, khả năng truy xuất nguồn gốc và đa dạng sinh học và giúp các nhà sản xuất địa phương thực hiện các tiêu chuẩn này, với sự hỗ trợ của UEBT. Với sự hợp tác của tổ chức phi chính phủ địa phương Associação Caatinga, Sáng kiến đã tạo ra một sổ tay hướng dẫn về các hoạt động thực hành tốt cho ngành và 12 video học tập ngắn, có sẵn trên YouTube và có thể chia sẻ qua WhatsApp, để thông báo cho những người làm việc thực địa về quyền của họ và về các hoạt động thực hành đa dạng sinh học tốt.